# Милдред Еймс
Милдред Еймс (на английски: Mildred Ames) (родена на 2 ноември 1919 – починала на 20 юли 1994) е американска писателка на детска литература.
Произведенията ѝ са предназначени за широк кръг млади читатели, включително и за по-пораснали. Създала е и няколко научнофантастични романа. Често са свързани с истории за параноя или идентичността на хората.
„Анна и безкрайната власт“ (на английски: Anna to the Infinite Power) – сред първите и най-известни юношески романи в този жанр, е адаптиран в игрален филм през 1983 г. и продължава да бъде култово произведение в жанра си.

## Произведения
- Shadows of Summers Past (1973)
- The House of the Haunted Child (1974)
- Is There Life on a Plastic Planet? (1975)
- Without Hats, Who Can Tell the Good Guys? (1976)
- What Are Friends For? (1978)
- The Dancing Madness (1980)
- Anna to the Infinite Power (1981)
Анна и безкрайната власт
- Philo Potts, or the Helping Hand Strikes Again (1982)
- The Silver Link, the Silken Chain (1984)
- The Silver Link, the Silken Tie (1984)
- Cassandra-Jamie (1985)
- Conjuring Summer In (1986)
- Who Will Speak for the Lamb? (1989)
- Grandpa Jake and the Grand Christmas (1990)